# Car & Driver Presents: Grand Tour Racing ’98
Car & Driver Presents: Grand Tour Racing '98  (Total Drivin в Европе) — видеоигра в жанре автосимулятор, разработанная для игровой платформы Sony PlayStation в 1997—1998 годах.

## Игровой процесс
В игре представлены пять различных классов автомобилей (среди них — багги, болид для автогонок класса Формула 1, автомобиль для ралли), восемь спортивных команд и несколько стран и городов, где проходят соревнования. В каждой из стран расположены шесть трасс, обладающих различными особенностями. Например, трассы могут различаться погодными условиями (дождь или ясная погода), временем суток (день или ночь), а также дорожными условиями; это делает игру похожей на Top Gear 2 для Sega Mega Drive/Genesis. Игрок может управлять одним из 40 доступных автомобилей.
Как в большинстве автосимуляторов, во время гонки камера раполагается позади автомобиля. Игра использует трёхмерную графику. На игровом интерфейсе отображается текущая статистика игры: скорость, передача, позиция, количество пройденных кругов и некоторые другие данные. Во время игры вдвоём или вчетвером экран делится на две части по горизонтали (режим split screen).

## Оценки
| Сводный рейтинг | Сводный рейтинг |
| Агрегатор       | Оценка          |
| --------------- | --------------- |
| GameRankings    | 70,86 %         |